# Pointe-Noire (Guadalupe)
Pointe-Noire é uma comuna francesa, situada no departementoa de Guadalupe. Conta com mais de 7 149 habitantes. Esta situada na Ilha de Basse-Terre.

## Ligações Externas
- Site do Conselho geral de Guadalupe.
- Site pessoal da comuna de Pointe-Noire